# Plan de Agua Prieta (Chiapas)
Plan de Agua Prieta es una localidad del estado mexicano de Chiapas. Es parte del municipio de La Concordia.

## Toponimia
El nombre de la localidad rinde homenaje al Plan de Agua Prieta, manifiesto político de la Revolución mexicana.

## Demografía
| Gráfica de evolución demográfica |
|                                  |

| Censo | Población |
| ----- | --------- |
| 1940  | 68        |
| 1950  | 288       |
| 1960  | 450       |
| 1970  | 701       |
| 1980  | 792       |
| 1990  | 1 253     |
| 2000  | 1 618     |
| 2010  | 1 752     |
| 2020  | 2 017     |